# Zettmeisel (Ködnitz)
Zettmeisel (oberfränkisch: Dsemaisl) ist ein Gemeindeteil der Gemeinde Ködnitz im Landkreis Kulmbach (Oberfranken, Bayern). Zettmeisel liegt in der Gemarkung Ködnitz.

## Geographie
Die Einöde liegt auf dem Rangen, einem Höhenzug des Obermainischen Hügellandes, in einer Lichtung des Kulmbacher Forstes. Ein Anliegerweg führt 250 Meter östlich zur Kreisstraße KU 10 zwischen Maierhof im Norden und Heinersreuth im Süden.

## Geschichte
Der Ort wurde 1398 als „Zetmewsel“ erstmals urkundlich erwähnt. Dem Ortsnamen liegt der altslawische Personenname Cětomysl zugrunde. Wahrscheinlich trug der Siedlungsgründer diesen Namen.
Gegen Ende des 18. Jahrhunderts bestand Zettmeisel aus 2 Anwesen. Das Hochgericht übte das bayreuthische Stadtvogteiamt Kulmbach aus. Das Kastenamt Kulmbach war Grundherr der beiden Halbhöflein.
Von 1797 bis 1810 unterstand der Ort dem Justiz- und Kammeramt Kulmbach. Mit dem Gemeindeedikt wurde Zettmeisel dem 1811 gebildeten Steuerdistrikt Tennach und der 1812 gebildeten gleichnamigen Ruralgemeinde zugewiesen. 1818 wurde der Gemeindesitz nach Ködnitz verlegt und die Gemeinde dementsprechend umbenannt.

### Einwohnerentwicklung
| Jahr      | 001818 | 001861 | 001871 | 001885 | 001900 | 001925 | 001950 | 001961 | 001970 | 001987 |
| Einwohner | 5      | 8      | 9      | 8      | 7      | 10     | 9      | 5      | 5      | 6      |
| Häuser    | 1      |        |        | 1      | 1      | 1      | 1      | 9      |        | 1      |
| Quelle    | [ 8 ]  | [ 11 ] | [ 12 ] | [ 13 ] | [ 14 ] | [ 15 ] | [ 16 ] | [ 17 ] | [ 18 ] | [ 1 ]  |

## Religion
Zettmeisel ist seit der Reformation evangelisch-lutherisch geprägt und nach St. Petrus (Kulmbach) gepfarrt.